# Roy Meadow
Roy Meadow (Wigan (Lancashire), 9 juni 1933) is een Brits professor in de kindergeneeskunde. Hij studeerde aan de Universiteit van Oxford (Worcester College)
Hij is de ontdekker van het Münchhausen by proxy syndroom (in het Engels afgekort tot MSbP), een afwijking waarbij ouders hun kind mishandelen om zelf aandacht te krijgen. Ook was Sir Roy Meadow tientallen jaren getuige-deskundige in rechtszaken waarin ouders van onverwachts overleden kinderen terechtstonden. In 2003 kwam hij in opspraak omdat op basis van zijn getuigenissen mogelijk honderden of duizenden ouders voor moord op hun kind zijn veroordeeld, terwijl het in werkelijkheid om een natuurlijke dood was gegaan.

## Werk
Op 24-jarige leeftijd studeerde hij af in de psychologie. Hierna ging hij werken in een academisch ziekenhuis van de universiteit van Leeds. Ook werd hij daar hoogleraar.
In 1977 verscheen zijn artikel Munchausen Syndrome by Proxy: The Hinterlands of Child Abuse in het medische tijdschrift The Lancet. Het artikel maakte hem zeer bekend. In 1982 verscheen er een vervolgartikel, naar aanleiding van vele reacties en cases die hij had gekregen en bestudeerd.
Naar aanleiding van dit tweede artikel werd Meadow steeds vaker gevraagd om te getuigen in rechtszaken tegen ouders waarvan het kind onverwachts was overleden. Tot dan toe was het aantonen van moord moeilijk geweest, omdat er geen motief voor moord was. Meadow toonde in rechtszaken aan dat de ouders (meestal de moeder) aan MSbp leed, waarna een veroordeling wegens moord volgde. In de meeste rechtszaken was Meadow de enige getuige-deskundige die werd opgevoerd.
Naarmate het aantal getuigenissen dat Meadow uitvoerde steeg, groeide zijn bekendheid en populariteit. Meadow gaf presentaties op conferenties en interviews in landelijke dagbladen. Een bekende uitspraak van hem werd: "Eén sterfgeval in een gezin is een drama, twee is verdacht en drie is moord".

### De zaak-Sally Clark
In de rechtszaak tegen Sally Clark, een advocate die twee zoontjes had verloren, keerde het tij voor Meadow. Clarks eerste kind, Christopher, was in 1996 overleden op de leeftijd van 11 weken. Twee jaar later kreeg Clark opnieuw een zoontje, Harry, die slechts 8 weken oud was toen hij stierf. Clark werd aangeklaagd wegens dubbele moord. Haar verdediging voerde aan dat beide kinderen waren overleden aan wiegendood; Meadow trad op als getuigedeskundige voor de aanklager.
Meadow berekende uit medische statistieken de waarschijnlijkheid van het optreden van wiegendood in gezinnen vergelijkbaar met dat van Clark. Dit getal kwadrateerde hij om de waarschijnlijkheid te verkrijgen dat twee kinderen een dergelijk lot zou treffen; hij kwam uit op 1 op 73 miljoen en presenteerde dit getal aan de jury. De Royal Statistical Society deed daarop een persbericht uitgaan, waarin deze haar bezorgdheid uitsprak over deze simplistische berekening, die geheel in strijd was met de regels van de kansrekening: Meadow had stilzwijgend aangenomen dat twee optredens van wiegendood onafhankelijke gebeurtenissen zouden zijn, hetgeen bij medische condities zonder overtuigend bewijs geenszins aangenomen kan worden. Tevens wees de Society op de misinterpretatie van het getal in de pers: sommige media hadden 1 op 73 miljoen de kans genoemd dat de dood van beide kinderen een ongeluk was. De taak voor de jury in het licht van een dergelijke waarschijnlijkheid, mits goed berekend, is deze te vergelijken met de waarschijnlijkheid dat moord tweemaal in hetzelfde gezin voorkomt, aldus de Society; zonder dat laatste getal is geen enkele conclusie mogelijk.
Het advocatenteam van Clark kon met succes aanvoeren dat Meadows berekening ernstige fouten bevatte. Hierop werden in het Hogerhuis vragen gesteld over het grote aantal MSbp-diagnoses dat de laatste decennia was vastgesteld. Sally Clark werd in hoger beroep vrijgesproken van moord. In totaal zat zij drie jaar ten onrechte in de gevangenis.
Door deze zaak kwam de theorie van Meadow zwaar onder druk te staan: de vraag rees of de zaak Clark (en enkele andere zaken die in hoger beroep in het voordeel van de ouders waren geëindigd) niet het topje van de ijsberg was. Mogelijk zijn honderden of duizenden ouders op grond van de getuigenissen van Meadow ten onrechte veroordeeld.
Meadow zelf leeft sinds de vrijspraak van Sally Clark in de anonimiteit. Hij weigert interviews en verschijnt niet meer in het openbaar.